# 河野忠三

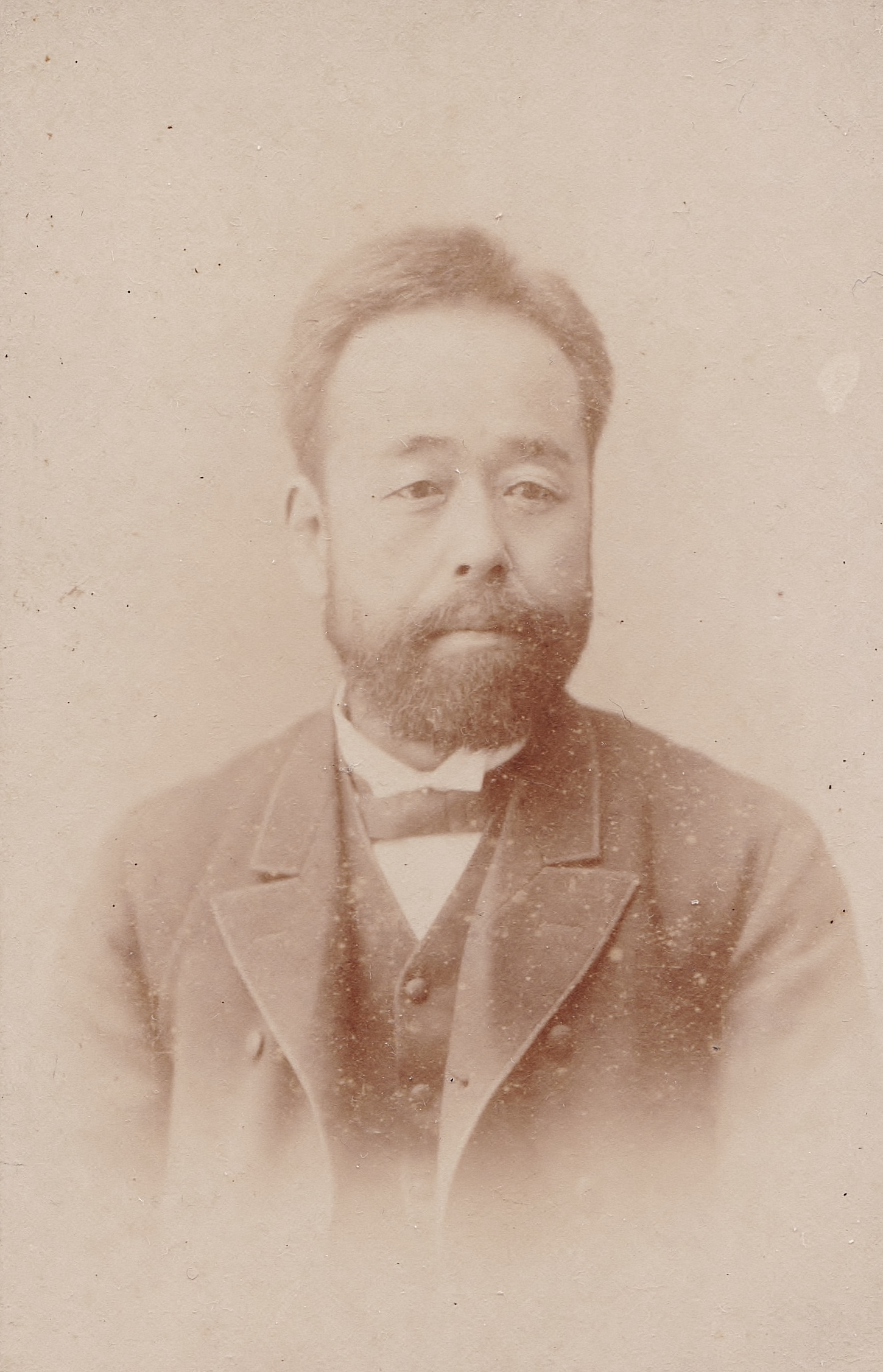
河野忠三の肖像写真

河野 忠三（こうの ちゅうぞう、1851年7月13日（嘉永4年6月15日）- 1922年（大正11年）1月28日）は、明治期の日本の裁判官、内務・警察官僚。官選県知事。号・独坐居士。

## 経歴
長門国阿武郡萩土原（現山口県萩市）で、長州藩士・白根多助の三男として生まれ、万延元年8月23日（1860年10月7日）、徳佐村字台の河野尚人の養子となる。
1874年11月、山口県十五等出仕・聴訴課勤務となる。1876年、司法省に転じ、司法大丞などを務め、1881年、判事となり東京上等裁判所判事に就任。その後、内務省に転じ、神奈川県五等警部を経て、1883年、群馬県警部長に就任。以後、群馬県書記官、三等警視、警視庁警察本署事務員、岡山県書記官、愛知県書記官などを歴任。
1894年9月、岡山県知事に就任。治水事業、産業振興に尽力。1897年4月、知事を非職となる。1898年4月、島根県知事に就任。県立中学校、実業学校の設立など中等教育施設の整備に尽力。1900年9月、茨城県知事に転任。県会と対立を続ける中、教育、産業振興に尽力。1903年6月、奈良県知事に転任。奈良帝室博物館評議員も務めた。1906年7月、知事を休職となる。1908年7月27日、休職満期となり退官した。
その後、故郷の徳佐で余生を送り、青年団長などを務めた。

## 栄典
位階
- 1895年（明治28年）3月11日 - 正五位[12]
- 1897年（明治30年）5月31日 - 従四位[13]
- 1922年（大正11年）1月27日 - 従三位[14]

勲章等
- 1901年（明治34年）6月27日 - 勲三等瑞宝章[15]
- 1906年（明治39年）4月1日 - 勲二等旭日重光章[16]

## 親族
- 兄 白根専一（政治家）
- 甥 白根竹介（内務官僚）